# HMS Champion (1915)
«Чемпіон» (англ. HMS Champion (1915) — військовий корабель, легкий крейсер типу «C» підкласу «Калліопе» Королівського військово-морського флоту Великої Британії за часів Першої світової війни.

## Історія створення
Крейсер «Чемпіон» був закладений 9 березня 1914 року на верфі компанії Hawthorn Leslie and Company у Геббурні. 29 травня 1915 року спущений на воду, а у грудні 1915 року увійшов до складу Королівських ВМС Великої Британії.

## Історія служби
У бюджеті 1913 року для Королівського флоту було замовлено вісім легких крейсерів. Шість кораблів підкласу «Керолайн» використовували звичайні турбінні двигуни з прямим приводом, але «Чемпіон» і «Керолайн» мали різну конструкцію двигуна з редукторним приводним валом, щоб відповідати оптимальним робочим швидкостям турбін і гвинтів. Цей проєкт був замовлений на основі експерименту у 1911 році з використанням редукторних турбін високого тиску для есмінців «Беджер» і «Бівер», а в 1912 році з використанням редукторів як для турбін високого, так і низького тиску на британських есмінцях «Леонідас» і «Люціфер».
20 грудня 1915 року корабель увійшов до Великого флоту, він став лідером 13-ї флотилії есмінців, в цій ролі «Чемпіон» перебував до кінця Першої світової війни та до початку 1919 року. Крейсер брав участь у Ютландській битві 31 травня-1 червня 1916 року, де він був флагманським кораблем старшого командира есмінців флоту.